# Переславский собор (1311)
Пересла́вский собо́р 1311 го́да — церковный собор Киевской митрополии Константинопольского патриархата, проходивший в Переяславле-Залесском зимой 1311 года.

## Исторические источники о соборе
О соборе имеется всего два источника. Это пространное «Житие митрополита Петра», написанное участником собора, будущим епископом Ростовским Прохором и упоминание о нем Татищевым В. Н. в книге «История Российская. Часть 3», первоисточником для Татищева послужила очень редкая и не сохранившаяся летопись. Все остальные летописи умолчали о соборе, по причине неадекватного соборного решения.

## Предыстория собора
В среде самого православного духовенства уже в XIII веке появились недовольные люди, обличавшие злые нравы и обычаи, которые господствовали среди православного священства в Русской церкви. Главным пороком того времени была симония. Чтобы ограничить её, Владимирский собор 1274 года установил фиксированную цену, которую должны были платить те, кого рукополагали в диаконы и священники. Митрополит Кирилл принял меры против злоупотреблений, но не отменил самого обычая. Он предписал, чтобы во всех епархиях за поставление во священники и дьяконы брали столько же, сколько он брал в митрополии, по 7 гривен за поповство и дьяконство вместе. Размер счётной гривны в описываемый период составлял около 20 гр серебра (от 1/7 до 1/15 гривны серебра, равной 204 гр), а 7 таких гривен превышали годовой доход квалифицированного ремесленника. К концу XIII — началу
XIV века относится и книга под названием «Власфимия» (греч. βλασφημία — поношение, кощунство) древнерусский компилятивный трактат, из 67 глав, бо́льшая часть входящих в него статей объединена темой обличения симонии. Книга в дальнейшем станет руководством-справочником для борьбы против симонии и учебным пособием для будущих стригольников.

## Причина созыва собора
Причиной созыва собора было письмо, которое написал епископ Андрей патриарху Афанасию, и в котором стал в вину ставленные пошлины в Русской митрополии, которые Андрей и его единомышленники считали продажей хиротоний за деньги или симонией.

## Участники собора
Прохор в своем сочинении называет лица, участвовавшие в соборе, это митрополит Киевский Петр , епископ Тверской Андрей, клирик патриарха Афанасия (наделенный, по всей видимости, патриаршей властью для соборного суда), епископ Симеон Ростовский, преподобный Прохор игумен, епископы, архимандриты, попы, священническое собрание, иноков множество, князья, бояре и православные. Великий князь Михаил на соборе не присутствовал, так как был в Орде, зато были его сыновья: Дмитрий и Александр. Татищев еще называет имена двух участников собора: протопопа Новгородского Вавилу и князя Иоанна Даниловича.

## Соборное обсуждение и соборное решение
В 1311 году большая группа русского духовенства и мирян во главе с епископом Тверским Андреем на соборе выступила против симонии (главным инициатором был новгородский протоиерей Вавила) и выдвинула обвинения против митрополита Петра, обращаясь с жалобой к представителю Константинопольского патриарха. Об этом сообщает историк Татищев в своей книге, повествуя о соборе в городе Переславле :
«В тот же год явился в Новгороде еретик Вавила, протопоп новгородский, к нему же пристали многие от причта церковного и мирян, и епископ тверской Андрей помогал им, говоря: „Вот как рай на земли погиб“; и святой ангельский монашеский чин ругали безбожные и учением бесовским именовали. И многие, от иноков выйдя, женились. Преосвященный же митрополит Петр созвал на Переславль собор великий, были тут все епископы, игумены, попы, дьяконы и чернецы, и от патриарха Афанасия клир ученый. И многие прения были, и едва преосвященный Петр, митрополит киевский и всея Руси, от божественного Писания и помощию и заступлением князя Иоанна Даниловича преодолел и проклял того еретика; а сам пошел по градам, поучая право верить, и укротил молву, а смущение диаволово прогнал.»
 Патриарший клирик решил вопрос в пользу Петра и посчитал, что умеренная плата за поставление не противоречит каноническим нормам.

## Последствия собора
Поскольку симония строжайше запрещена целым рядом канонических норм (29 правилом святых апостол, 2 правилом 4 Вселенского собора, 4 правилом 7 Вселенского собора) под страхом анафемы, то решение собора противоречило каноническому праву.
На соборе не была устранена причина нестроений — симония в виде ставленых пошлин. По этой причине невозможно было устранить и сами нестроения в церковной среде. Епископа Тверского Андрея и его единомышленников ответы и решение клирика патриарха Афанасия не устроили, в связи с чем они направили в Константинополь монаха Тверского Богородичного монастыря Акиндина, по всей видимости, чтобы узнать мнение патриарха. Монах Акиндин прибыл в Константинополь, когда патриархом стал Нифонт I, а патриарх Афанасий I уже умер, не дождавшись решений Переславского собора. Монах Акиндин присутствовал на большом поместном соборе, на котором кроме патриарха Константинопольского Нифонта I был еще патриарх Иерусалимский Афанасий III и 36 митрополитов. Монах Акиндин сам обращался с вопросом о ставленных пошлинах к патриарху и получил ответ, согласный с мнением епископа Андрея. От патриарха Нифонта было принесено послание к великому князю Михаилу — «Послание Нифонта патриарха Константина града, к великому князю Михаилу всея Руси», в котором от лица собора запрещал ставленные пошлины и писал о митрополите Петре: 
Еще же паче горше митрополит творит — мзды емлет от ставления, яко и корчемит есть, продает благодать Святаго Духа.
 Монах Акиндин и сам написал грозное сочинение против симонии — «Написание Акиндина, мниха лавры святыя Богородица, к великому князю Михаилу, о поставляющих мзды ради»
Эти нестроения позже станут одной из причин возникновения ереси стригольников. Ставленные пошлины в конце концов отменят в Русской церкви, но произойдет это только на поместном соборе 1503 года. Они будут восстановлены с введением таксы за поставление и взиманием поповскими старостами на Стоглавом соборе 1551 года.